# Liskeard

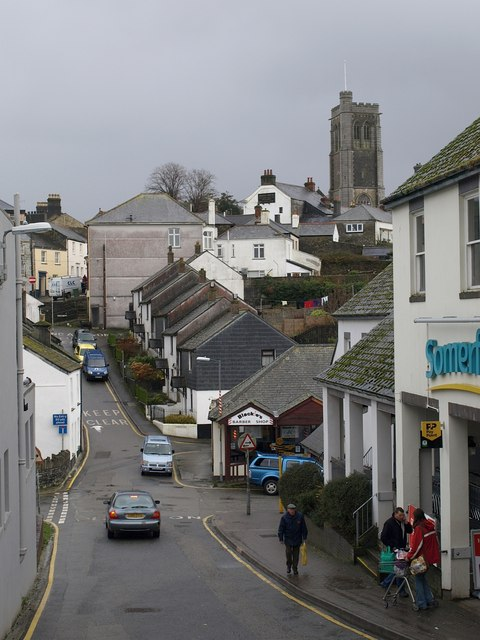
Pondbridge Hill, Liskeard

Liskeard (pronunțat /lɪˈskɑ:rd/, Limba cornică: Lys Kerwyd sau Lyskerrys) este un oraș în comitatul Cornwall, regiunea South West, Anglia. Orașul se află în districtul Caradon a cărui reședință este.